# Dzień Pamięci Ofiar Reżimu Komunistycznego
Dzień Pamięci Ofiar Reżimu Komunistycznego – święto państwowe w Czechach i Słowacji przypadające 27 czerwca. Zostało ogłoszone ustawą 245/2000 z 29.06.2000 jako ważny dzień ku pamięci prześladowanych i zamordowanych ofiar czechosłowackiego reżimu komunistycznego. Na Słowacji ten dzień pamięci został wprowadzony ustawą nr 325/2020.
Na datę upamiętnienia został wybrany dzień, w którym w 1950 r. po procesie politycznym (31 maja - 8 czerwca 1950) zostali straceni przez powieszenie: Milada Horákova, Jan Buchal, Oldřich Pecl i Záviš Kalandra. Fikcyjny proces grupy Milady Horákovéj był pierwszym i zarazem jedynym procesem politycznym w Czechosłowacji, w którym stracono kobietę. Pozostałych czterech oskarżonych skazano na dożywocie, a kolejnych pięciu skazano na wyroki od 20 do 28 lat więzienia. Ułaskawienie dla Horákovej próbowali zdobyć m.in. Albert Einstein czy Eleanora Roosevelt. Na egzekucji była też obecna tzw. prokurator robotnicza / pracownicza Ludmila Brožová, która po zakończeniu okresu komunizmu, w 2007 roku jako jedyna została skazana na sześcioletni wyrok za udział w morderstwie sądowym, odsiadując wyrok w więzieniu w Světlá nad Sázavou.
Od 1948 r. za przestępstwa polityczne w Czechosłowacji stracono 248 osób, najwięcej w pierwszej połowie lat pięćdziesiątych. Ostatnia egzekucja polityczna miała miejsce w 1960 r. Wielokrotnie więcej ofiar zginęło w wyniku przymusowego pobytu w obozach internowania i komunistycznych więzieniach i aresztach (4500 osób) oraz podczas próby przekroczenia granic państwowych Czechosłowacji(777 osób), co jest stosunkowo niewielką liczbą w zestawieniu ofiar reżimów komunistycznych, które podaje Czarna Księga Komunizmu — za kraje z największą liczbę ofiar się za Chiny (65 mln) i Związek Radziecki (20 mln), a następnie Kambodżę (2 mln), Koreę Północną (2 mln) i Etiopię (1,7 mln).